# Lieve jongens (film)
Lieve jongens is een Nederlandse speelfilm uit 1980 geregisseerd door Paul de Lussanet en geproduceerd door Matthijs van Heyningen met in de hoofdrollen Hugo Metsers en Hans Dagelet. De film is gebaseerd op het boek Lieve Jongens van Gerard Reve. Als internationale titel heet de film Dear Boys. 
Lieve jongens is de allereerste Nederlandse homofilm.  

## Verhaal
Schrijver Gerard Reve neemt de kijker mee in zijn belevingswereld. Het is eind jaren zeventig als Wolf zijn vroegere vriend Albert tegenkomt bij een Katholieke Paaswake voor artiesten, met aan zijn zijde een wel erg aantrekkelijke jongeman die hij in zijn beleving Woelrat noemt. Wolf woont samen met zijn vriend Tijger op een boerderij. Woelrat is het vriendje van Albert. Na de kerkdienst gaan ze met z'n vieren naar een nachtclub. Wolf vraagt aan Albert en Woelrat of ze zin hebben om bij hem op de boerderij langs te komen. Ze gaan diezelfde nacht met hen mee en blijven er logeren. Wolf is helemaal verliefd op Woelrat en probeert hem te verleiden. Woelrat gaat daar al snel op in want hij is allang uitgekeken op Albert en verbreekt de relatie met hem. Er lijkt een driehoeksverhouding te ontstaan tussen Wolf, Woelrat en Tijger.

## Rolverdeling
| Acteur            | Personage               |
| ----------------- | ----------------------- |
| Hugo Metsers      | Wolf                    |
| Hans Dagelet      | Woelrat / Freddy        |
| Bill van Dijk     | Tijger                  |
| Albert Mol        | Albert                  |
| Jan Hopman        | Fonsje / Wolfje jr.     |
| Astrid Nijgh      | Zangeres                |
| Jaap Hoogstra     | Priester                |
| Berta de Meijer   | De koningin             |
| Jan Staal         | Vertegenwoordiger       |
| Gerard Cox        | Wolfgang sr.            |
| Herman Ouwersloot | De Heer der Heerscharen |
| Pleuni Touw       | Corinne                 |
| Marina de Graaf   | Tonny                   |
| Hans Cornelissen  | Wolfgang jr.            |
| Bart Kiene        | Clemens                 |
| Wim Bary          |                         |

## Achtergrond

### Voorgeschiedenis
Voor het eerst in de Nederlandse filmgeschiedenis vormde liefde tussen mannen het onderwerp van een bioscoopproductie. Het duurde tot 1980 voordat er een echte homo-film gemaakt kon worden, en dan nog met veel pijn en moeite. Ondanks het feit dat homoseksuele liefde in 1979 nog steeds een moeilijk en riskant onderwerp was, begonnen producent Matthijs van Heyningen en Paul de Lussanet met goede moed en goede bedoelingen aan het project. Van Heyningen zei in september 1979 dat het een heet hangijzer blijft, en dat veel exploitanten er nog veel moeite mee blijken te hebben: "Twee vrouwen met elkaar, dat mag nog wel. Maar twee kerels vinden ze smerig. Er zijn dus nog aardig wat vooroordelen te overwinnen." Er was voor dit onderwerp geen sponsor te vinden. Zelfs de privésponsors wilden niet op de titelrol worden vermeld. Het was ook moeilijk om het script bij het productiefonds er door te krijgen. Paul de Lussanet zei dat ze drie maal in beroep moesten gaan bij dat fonds. Ook het vinden van locaties gaf allerlei moeilijkheden. Het was vooral een lange zoektocht naar een kerk. Drie mannen voor een altaar, dat vond men te ver gaan. "We zijn wel 80 kerken afgeweest", zei Paul de Lussanet. Een gedeelte van de film kon gedraaid worden in een kasteeltje van de Heidemaatschappij, (Huis Groot Bentveld), die absoluut geen credit wilden op de titelrol. De film kreeg veel publiciteit voor en na de première maar werd toch geen succes. Matthijs van Houweninge had het scenario geschreven naar aanleiding van passages uit de boeken Lieve jongens en De taal der liefde van Gerard Reve en hij had Paul de Lussanet gevraagd om de film te regisseren vanwege zijn "elegante gevoel voor visuele decadentie". Het jaar daarvoor had De Lussanet de romantische maar ongrijpbare dramafilm Mysteries geregisseerd, die een matig succes was in de bioscopen. Hugo Metsers kreeg de rol van Gerard Reve. Ook Jeroen Krabbé had de rol graag willen spelen, maar Metsers had hem tijdens de screentests verslagen. Aanvankelijk zou de film De taal der liefde gaan heten en de productiekosten werden geraamd op minstens 800.000 gulden.

### Ontvangst
Lieve jongens is een simplificatie van Reve's boeken, maar werd redelijk goed ontvangen. Gerard Reve reageerde positief op de verfilming en was ook een paar keer bij de opnamen aanwezig, maar hij zei wel dat de dubbelheid, de onderbodem er helemaal uit is. Reve had wel de indruk dat men het ernstig had willen doen en dat men hem niet in de zeik had gezet: "Men heeft grove middelen moeten gebruiken, waarvan ik hoop dat ze effect sorteren." De meeste recensenten waren het er over eens dat Gerard Reve onverfilmbaar is. Hans Beerekamp schreef in NRC dat de thema's uit het werk van Reve niet op een autonome filmische manier zijn vormgegeven, maar dat de film vaak heel goed voldoet als illustratie van zijn gedachten. Beerekamp vond dat De Lussanet met veel gevoel voor stijl het vulgaire en het geëxalteerde heeft weten te vermijden in zijn verbeelding van Reve's proza en dat hij de film met medewerking van cameraman Paul van den Bos een overtuigend visueel karakter heeft gegeven. Over de acteurs zei hij dat met name Albert Mol en Bill van Dijk intrigerende en levensechte personages zijn geworden, maar dat Hans Dagelet het moeilijker heeft omdat hij zowel de wulpse prooi Freddy als de tegenstribbelende Woelrat inhoud moet geven en daarbij struikelt over een te grote explicitering van zijn tweezijdige en ambivalente personage. Peter van Bueren schreef in de Volkskrant dat de film een minimale verbeelding van de Reviaanse wereld is, maar dat er beslist een paar ontroerende momenten en genoeg positieve filmische elementen zijn die Lieve jongens ondanks alles overeind houden en tot best wel een behoorlijke, kleine film maken. Froukje Hoekstra in Nieuwsblad van het Noorden legde de nadruk op het romantische karakter van de film. Ze vond Lieve jongens openhartig en bijzonder onderhoudend, en ingehouden en romantisch gefilmd met sfeervol camerawerk en mooie romantische muziek. Ze concludeerde dat Lieve jongens een in alle opzichten goede productie is die na het zwakke Mysteries een overtuigende revanche is van Paul de Lussanet. Pieter van Lierop in de Provinciale Zeeuwse Courant vond het een onderhoudende film die voluit en ongegeneerd zijn voordeel haalt uit het feit dat het gaat om stof die nog niet onderwerp geweest is van een Nederlandse film: Liefde onder mannen. Ton van Brussel schreef in het Leidsch Dagblad dat Hugo Metsers voor de niet te onderschatten opdracht staat om Wolf gestalte te geven en daar heel aardig in slaagt, maar de grote verrassing van de film vond hij Bill van Dijk, die er schijnbaar probleemloos in slaagt om Tijger tot in de kleine details uitgewerkt in de scene te krijgen. Jan Bik schreef in De Stem dat met Lieve jongens een goed werkstuk was  afgeleverd, maar dat het geen film was voor de grote zalen. Jurriën Rood schreef in Skoop dat het in de film aan één ding ontbreekt en dat is warmte, liefde, genegenheid, tederheid en zelfs geilheid. Er zit een duidelijke vrijscène in, maar het vrijen blijft volgens Rood verpakt in een dikke laag gepraat, en dat de heren elkaar aantrekken moeten we maar geloven. Volgens Paul Westink in De Waarheid bleef er van de spanning van de homoseks niets over. Het Vrije Volk schreef: "Na al die vrouwenfilms nu eindelijk eens een mannenfilm. Paul de Lussanet wilde laten zien waar homoseksuele mannen mee bezig zijn. Deze lieve jongens spelen met zeer speciaal speelgoed. De hele film lang, maar hier werkt dat heel bevrijdend. Je zou kunnen zeggen: Deze mannen worden zich bewust van hun man-zijn".

### Productie
De opnamen begonnen op 17 november 1979 en gingen door tot in januari 1980. De film werd opgenomen in Amsterdam (Vondelkerk), Edam,  en verder onder meer bij Huis De Voorst in Eefde, Station Winterswijk en in het huis Groot Bentveld te Bentveld. Zowel Hugo Metsers als Hans Dagelet vertelden dat ze met veel plezier dagenlang samen naakt in bed hadden gelegen. Dagelet zei dat ze zelf mochten bedenken hoe ze die scenes wilden doen. In het begin vond hij het spannend om zo poedelnaakt naast een kerel te liggen, maar na 5 minuten voelde het vertrouwd.  Metsers zei dat het de beste film was waar hij tot nu toe in gespeeld had. Hij vond het een mooie en hele softe film met een goede mentaliteit, vergeleken bij Spetters een heilige film.
Paul de Lussanet vertelde in een interview in mei 1980 in Het Parool: "Ik wil kunstzinnige films maken. Film is mijn leven. Evenals in Mysteries zit er weinig verhaal in deze film, wie dat zoekt moet een ander soort film gaan zien. Lieve jongens is een warme film, van vlees en bloed;
Veel herkenbaarder dan Mysteries. En de dialoog uit het boek hebben we echt in stand gehouden. Ik heb mijn aandacht vooral gericht op de acteurs. Zo is er een film gemaakt, die wat mijzelf betreft kamermuziek is geworden; Een soort strijkkwartet voor vier heren. Wie de eerste viool speelt mag ieder voor zich uitmaken."
De muziek is van Laurens van Rooyen, en Lennaert Nijgh schreef een paar nummers die worden gezongen door Astrid Nijgh en Bill van Dijk.
De film ging in première op 8 mei 1980 in het Lido Theater in Leiden en was gekeurd voor 16 jaar en ouder. De première in de Verenigde Staten was in december 1981. 
Lieve jongens deed het redelijk in de bioscopen maar was geen publiekstrekker. De kosten van de film waren ongeveer 600.000 gulden en regisseur Paul de Lussanet moest accepteren dat de film een commerciële en financiële tegenvaller werd.

## Video & DVD
Lieve jongens werd in de jaren tachtig en jaren negentig op video (VHS) uitgebracht. In 2007 werd de film uitgebracht op DVD in de reeks Classic Gay Cinema (uitgever Freedom Films) met Engelse ondertiteling onder de titel Dear Boys.